# Джонс, Мерлакия
Мерлакия Кеньятта Джонс (англ. Merlakia Kenyatta Jones; род. 21 июня 1973 года в Монтгомери, штат Алабама) — американская профессиональная баскетболистка, выступавшая в женской национальной баскетбольной ассоциации. Была выбрана на драфте ВНБА 1997 года во втором раунде под тринадцатым номером командой «Кливленд Рокерс». Играла на позиции атакующего защитника.

## Ранние годы
Мерлакия Джонс родилась 21 июня 1973 года в городе Монтгомери (штат Алабама), училась там же в средней школе Джордж Вашингтон Карвер, в которой играла за местную баскетбольную команду.